# Mark Lenzi
Mark Lenzi, född den 4 juli 1968 i Huntsville, Alabama och död den 9 april 2012 i Greenville, North Carolina var en amerikansk simhoppare.
Han tog OS-brons i svikthopp i samband med de olympiska simhoppstävlingarna 1996 i Atlanta.